# 下邨昭三
下邨 昭三（しもむら しょうぞう、1928年7月29日 - ）は日本の通産・科学技術技官。東京都杉並区永福2丁目在住。趣味はスポーツ。科学技術事務次官、日本科学技術情報センター理事長、日本原子力研究所理事長などを歴任。

## 来歴
大阪府出身。東京大学第一工学部電気工学科卒業。1951年 通商産業省入省。工業技術院標準部電気規格課長などを経て、1973年7月 資源エネルギー庁公益事業部技術課長。1974年6月 科学技術庁長官官房秘書課長。1975年8月 長官官房参事官。1976年7月 工業技術院標準部長。1978年6月 科学技術庁長官官房参事官。1979年7月 長官官房長。1981年9月 計画局長。1983年6月 科学審議官。1984年10月5日 科学技術事務次官。1987年6月23日 退官。同年10月 日本科学技術情報センター理事長。1991年10月 日本原子力研究所理事長。1995年12月 同研究所顧問。2003年4月29日 勲二等旭日重光章受章。